# 横地薬品
横地薬品株式会社（よこじやくひん）は、愛知県名古屋市東区泉3-10-3に本社を置く、医薬品・医療機器・一般用医薬品等の卸売販売をおこなう企業であった。
現在は、「アルフレッサ」である。

## 概要
- 設　立 昭和30年1月14日
- 資本金 1,300万円
- 代表取締役社長　横池説二
- 取締役　横邦夫
- 取締役　後藤芳一
- 取締役　横地説子

## 沿史
- 昭和55年7月「昭和薬品株式会社」に吸収合併

## 営業所
- 愛知県:岡崎市・一宮市

## 主な取引メーカー
- 三共
- 大日本製薬
- 小野薬品工業
- 萬有製薬
- 扶桑薬品工業
- 日本商事
- 小玉